# Corsiaceae
Corsiaceae (ou corsiáceas) é uma família de plantas angiospermas monocotiledóneas. São nativas das regiões regiões de clima tropical e subtropical das terras do oeste do Pacífico (Nova Guiné, Austrália e outras ilhas), América do Sul (especialmente Chile) e Sudeste Asiático.

## Descrição
Corsiáceas não possuem clorofila, logo, não são autotróficas. Possuem rizomas e tubérculos. Suas folhas, em forma de escamas, são organizadas em uma forma espiralada. Sendo angiospermas, produzem flores, que são irregulares, solitárias e terminais. Seus frutos tem a forma de cápsulas valvulares, possuem de aproximadamente vinte e cinco a aproximadamente cem sementes e podem ser oleosos.

## Classificação
O sistema APG II coloca a família Corsiaceae na ordem Liliales; em tempos passados, tais plantas já foram classificadas como Burmanniaceae, da ordem Dioscoreales, e até mesmo como pertencentes à família Orchidaceae.
Geralmente, considera-se que a família inclui os gêneros Corsia, Corsiopsis e Arachnitis. Alguns autores sugerem que apenas o gênero Corsia pertence à família, sendo o gênero Arachnitis mais próximo da família Burmanniaceae. Os gêneros Arachnitis e Corsiopsis são monotípicos (possuem apenas uma espécie), e o Corsiopsis foi recentemente descoberto.
Os gêneros e espécies da família são, no momento, os seguintes:
- Arachnitis
  - Arachnitis uniflora
- Corsia
  - Corsia acuminata
  - Corsia arfakensis
  - Corsia boridiensis
  - Corsia brassii
  - Corsia clypeata
  - Corsia cordata
  - Corsia cornuta
  - Corsia crenata
  - Corsia cyclopensis
  - Corsia haianjensis
  - Corsia huonensis
  - Corsia lamellata
  - Corsia merimantaensis
  - Corsia ornata
  - Corsia papuana
  - Corsia purpurata
  - Corsia pyramidata
  - Corsia resiensis
  - Corsia torricellensis
  - Corsia triceratops
  - Corsia unguiculata
  - Corsia viridopurpurea
  - Corsia wubungu
- Corsiopsis
  - Corsiopsis chinensis